# Північний Калотт

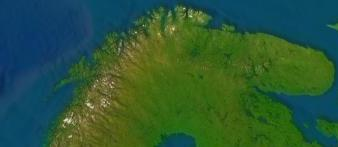
Північний Калотт (Nordkalotten)

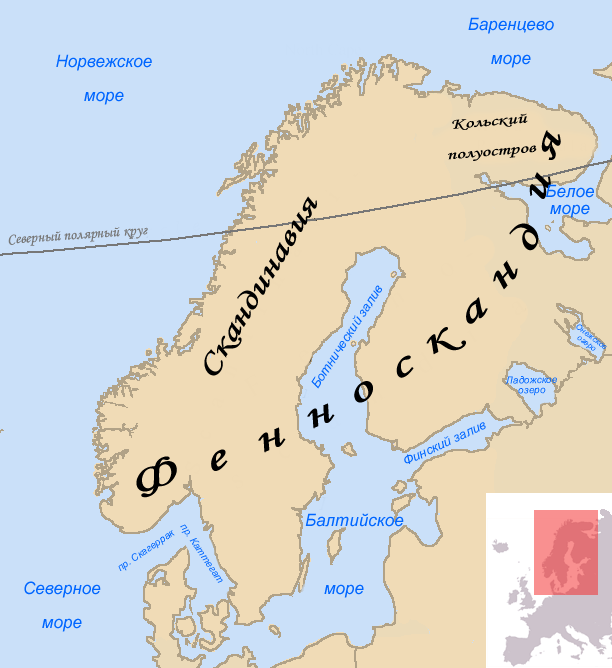
Мапа Фенноскандії
Північний Калотт — частина Фенноскандії, що знаходиться на північ від Північного полярного кола

Північний Калотт (норв. Nordkalotten, фін. Pohjoiskalotti, швед. Nordkalotten; спочатку від фр. calotte — «шапка») — північна частина Фенноскандії. Різні автори використовують цей термін у різних змістах, але найчастіше під Північним Калоттом розуміють розташовані північніше Північного полярного кола території Норвегії, Фінляндії та Швеції, а також Мурманської області РФ.

## Термінологія
Багато авторів не роблять відмінності між термінами Лапландія та Північний Калотт. Така точка зору заснована на тому, що історично регіон розселення саамів, від шведської назви яких «лаппі» і походить назва «Лапландія», практично збігається з частиною Фенноскандії північніше полярного кола.

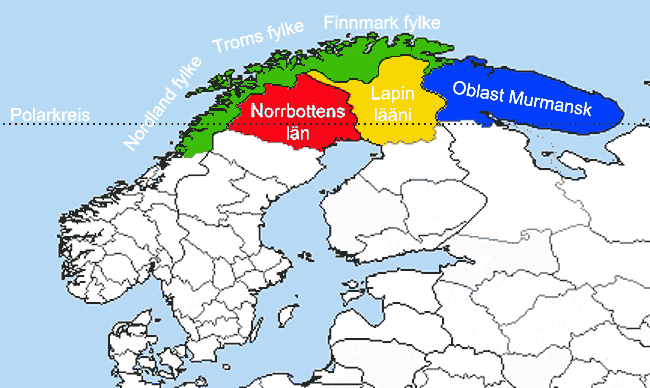
Частини, які прийнято вважати Nordkalotte

Однак, часто під Лапландією також розуміється шведська історична провінція Лаппландія (Лаппланн) (разом з відокремлною від неї у 1809 році, після завоювання Фінляндії Російською імперією, фінської історичної провінції Лаппі), особливо якщо контекст не прив'язаний до народу саамів. Північний Калотт, крім Лапландії в такому вузькому сенсі слова включають також норвезький Фінмарк та Мурманську область.
Таким чином, на території Північного Калотта знаходяться наступні сучасні адміністративні утворення:
- фюльке Нурланн, Трумс і Фінмарк у Норвегії;
- провінція Лаппі у Фінляндії;
- лен Норрботтен у Швеції;
- Мурманська область у РФ.

Термін широко використовують в Данії, Норвегії та Швеції (наприклад, Петсамо-Кіркенеську операцію у шведській історіографії називають Slaget om Nordkalotten, «Битвою за Північний Калотт»), в інших країнах — набагато рідше.

## Природа Північного Калотта
Для Північного Калотта характерно відносно прохолодне літо, під час якого сонце взагалі не заходить за горизонт (явище полярного дня) і довга зима, яка нерідко триває з жовтня по травень, при цьому протягом кількох зимових місяців сонце не піднімається з-за горизонту (явище полярної ночі). Особливості життя організмів що тут мешкають визначаються особливостями клімату та освітлення, у зв'язку з чим життєвий цикл переважної більшості видів має чітко виражений сезонний характер.

## Мови Північного Калотта
Для Північного Калотта характерна багатомовність: при порівняно невеликому неселенні цей регіон є зоною інтенсивних контактів багатьох мов. Крім державних мов країн, до яких належить територія Північного Калотта (норвезької, російської, фінської та шведської), населення тут говорить дев'ятьма саамськими мовами, а також квенською та мовою меянкіелі (tornedalsfinska).
На прикладі мов національних меншин у країнах Північного Калотта можна побачити, що стан, розвиток та відродження мов у сучасну історичну епоху значною мірою пов'язані з глобальними процесами і співробітництвом держав та окремих організацій у загальносвітовому масштабі.

## Рух країн Північного Калотта
У 1962 році в місті Кемі (Фінляндія) було створено Рух країн Північного Калотта. Він діє як неформальна організація, що сприяє міждержавним відносинам країн регіону, у тому числі в питаннях екології, підтримання миру та безпеки, розвитку міжнародного транспортного сполучення, туризму, культурного обміну, у сфері охорони здоров'я, соціального розвитку, засобів масової інформації, у питаннях полегшення візової підтримки, а також комплексного розвитку інфраструктури регіону.
Регулярно в різних країнах регіону проводяться Дні миру країн Північного Калотта. Наприклад у Мурманську ці дні проводилися чотири рази (на 2011 рік), вперше — у 1966 році. 14-ті Дні миру країн Північного Калотта пройшли в норвезькому Тромсе (2007), 15-ті — у шведському Лулео (2009).
Керівники відділень країн Північного Калотта (за даними на 2007 рік):
- Генеральний секретар шведського відділення — Лейф Яльмарссон[4];
- Голова Російського відділення — Людмила Чистова, заступник губернатора Мурманської області.

Традиційні теми обговорень на міжнародних зустрічах представників країн Північного Калотта — питання екології та радіаційної безпеки. З 2000-х років до цих тем додалися питання розвитку туризму, а також покращення транспортного сполучення між країнами.

## Проект «Фенологія Північного Калотта»
З середини 2000-х років Норвегія за участі Росії займається спільним навчально-науковим проектом в області охорони довкілля «Фенологія Північного Калотта» (фенологія — наука про сезонні явища в живій природі). Цей проект, що фінансується Норвезьким міністерством охорони навколишнього середовища, орієнтований на школярів середніх та старших класів РФ та Норвегії, які мешкають на території Північного Калотта, і представляє собою в першу чергу безперервний моніторинг біорізноманіття. Його метою є комплексні дослідження, що включають систематичний збір наукових даних, в області біології, географії та метеорології в тих місцях, в яких живуть і навчаються школярі. З боку РФ координатором проекту виступає Кандалакшський державний заповідник.
В рамках цього проекту під Північним Калоттом маються на увазі території які знаходиться північніше Північного полярного кола — це території Норвегії, Фінляндії та Швеції, а також вся Мурманська область (в тому числі та її частина, яка лежить південніше Північного полярного кола).